# (3806) Tremaine
Pour les articles homonymes, voir Tremaine.
(3806) Tremaine est un astéroïde de la ceinture principale découvert le 1er mars 1981 à Siding Spring (413) par l'astronome américain Schelte J. Bus.

## Historique
Sa désignation provisoire, lors de sa découverte le 1er mars 1981, était 1981 EW32.

## Caractéristiques
Sa distance minimale d'intersection de l'orbite terrestre est de 0,753 814 ua.
Il fait partie du groupe d'Alinda.